# Проганохелис
Проганохе́лис (лат. Proganochelys) — род вымерших пресмыкающихся из клады тестудинат, одни из древнейших известных науке представителей клады — их ископаемые остатки датированы верхним триасом (227,3—201,4 млн лет назад). Род в XX веке включался в монотипическое семейство проганохелиид (Proganochelidae) подотряда Proganochelydia.

## Описание
Проганохелис имел полностью сформированный панцирь четырёхугольной формы. Карапакс очень выпуклый, сзади становился более плоским. С внутренней стороны рёбра и позвонки срастались с панцирем. Тела позвонков очень тонкие. Пластрон плотно срастался с карапаксом, но имел вырезы и не был сплошным. У этих тестудинат было два ряда краевых щитков, что не присуще современным черепахам.
У проганохелисов были череп и клюв черепашьего типа. Однако у них присутствуют некоторые примитивные черты: простое ухо, мелкие зубы, сохранившиеся только на нёбе. Кроме того, эти тестудинаты, в отличие от современных, не могли втягивать под панцирь голову и лапы. Конечности и шея были защищены твёрдыми заострёнными чешуями.
Для одного из образцов Proganochelys quenstedtii измерены следующие параметры панциря: длина составляет 64 см, ширина — 63 см, максимальная высота — 17 см.
Представители рода были растительноядными.

## Классификация и места находок
По данным сайта Paleobiology Database, на июль 2025 года в род включают 2 вымерших вида:
- Proganochelys quenstedtii Baur, 1887 [syn. Proganochelys quenstedti, orth. var., Psammochelys keuperina Quenstedt, 1889, Stegochelys dux Jaekel, 1914, Triassochelys dux (Jaekel, 1914)] — норий — рэт Германии
- Proganochelys tenertesta (Joyce et al., 2009) [syn. Chinlechelys tenertesta Joyce et al., 2009] — норий США

## Фотогалерея

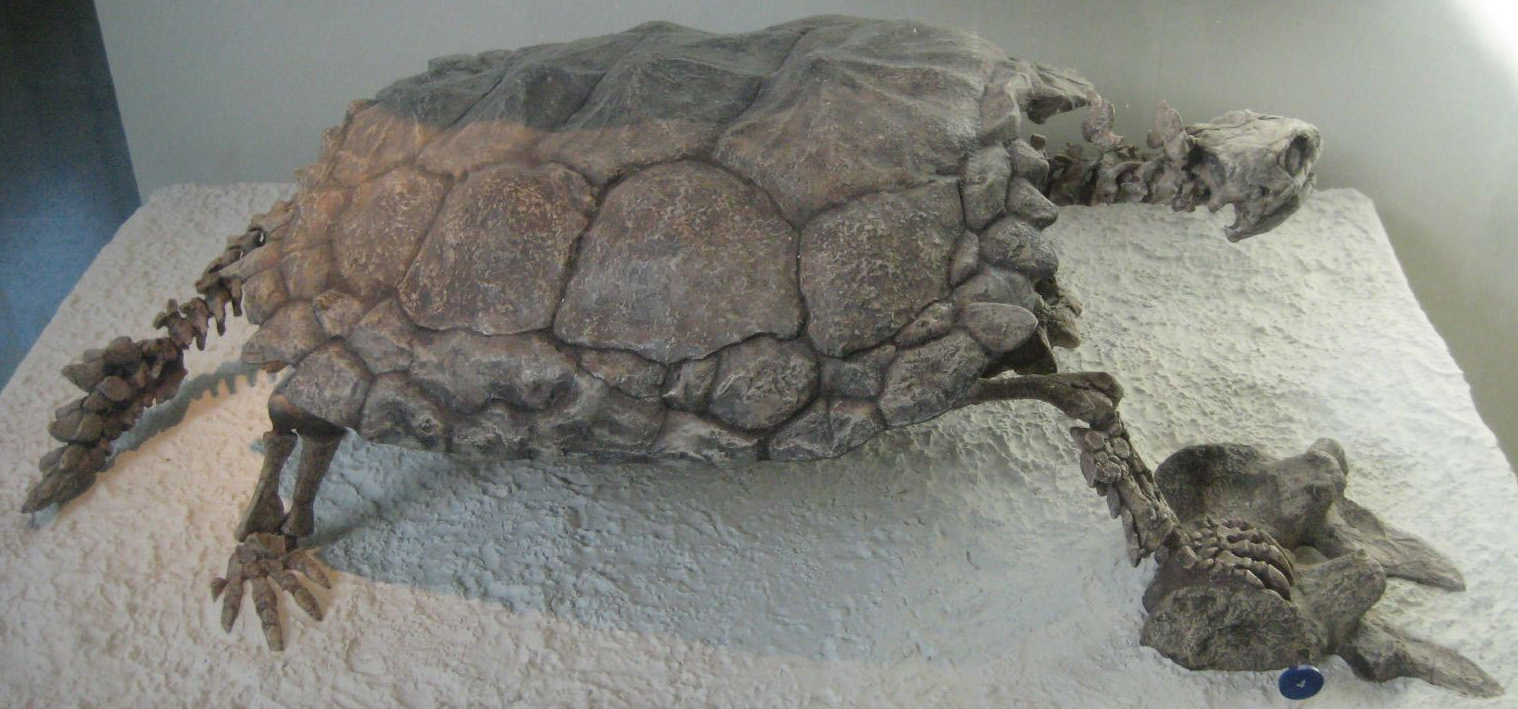
Скелет проганохелиса
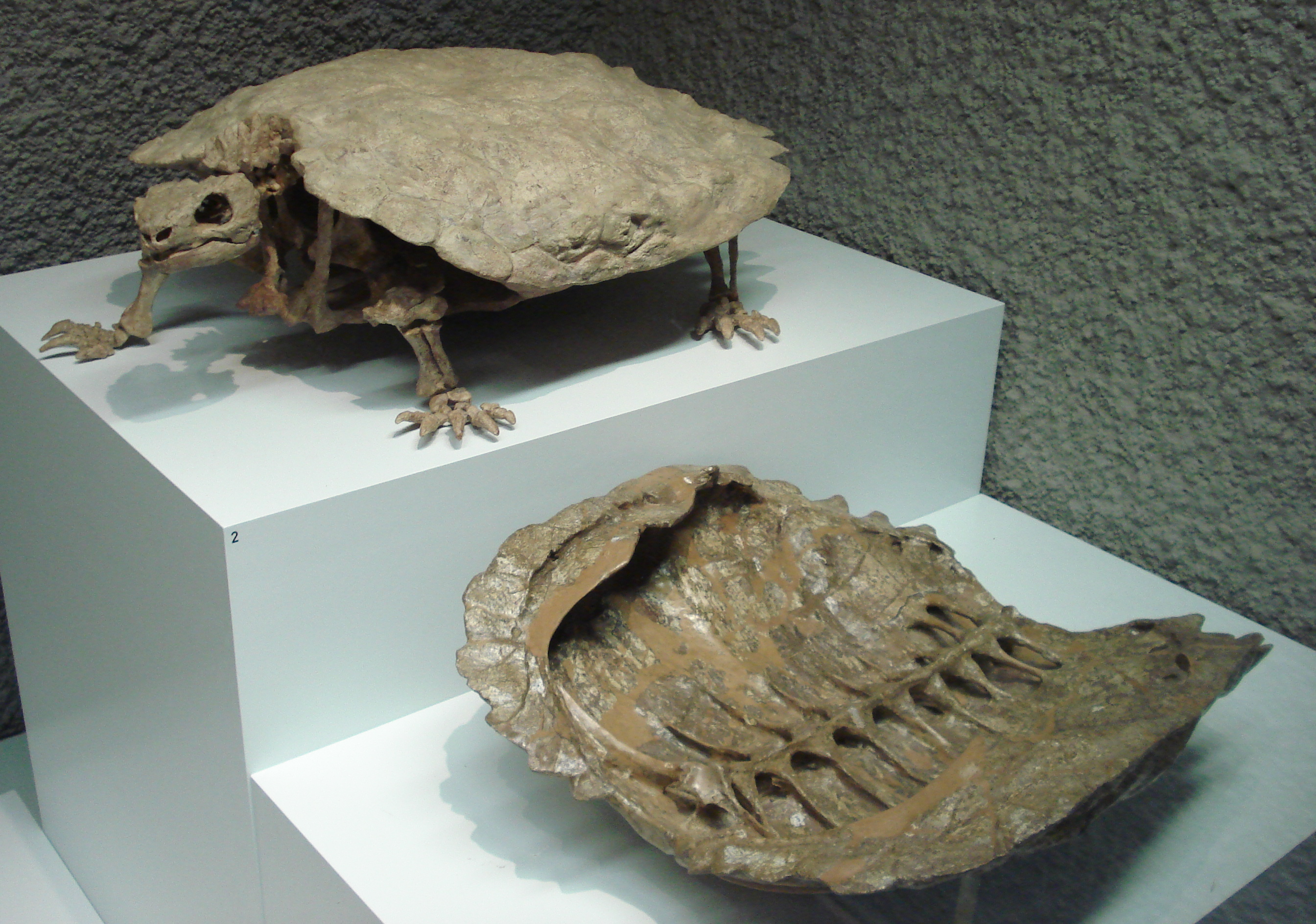
Окаменелость